# Приморски (район)
Район „Приморски“ на Община Варна е създаден от Народното събрание със Закона за териториалното деление на Столичната община и големите градове. Кмет е Николай Желязков.
Разположен е в североизточната част на Варна. Определен е в граници: Черно море, канал на Северния плаж, бул. „Цар Освободител“, бул. „Христо Смирненски“, ул. „Прилеп“, до и по землищната граница на с. Каменар, до и по границата на община Варна с община Аксаково.
Той е трети по население (110 447 жители) район в страната, след „Люлин“ и „Младост“ в София, а по площ е вторият в България след район „Аспарухово“ на Община Варна.
В него се намират 8 висши училища, 20 основни и средни образователни училища и 22 детски градини. В района също са разположени 7 болници и поликлиники. В неговата територия са включени кварталите „Виница”, „Изгрев”, „Васил Левски”, Цветен квартал, „Чайка”, „Бриз”, „Траката” и „Евксиноград”, черноморските курорти „Златни пясъци“, „Св. Св. Константин и Елена“, „Чайка“, „Слъчев ден”, „Ривиера” и „Ален мак” и няколко местности и вилни зони - Франга дере, Кокарджа, Гледка, Каменарски дол, Сотира, Белица, Акчелар, Ваялар, Свети Никола, Телевизионна кула, Добрева чешма, Манастирски рид, Бялата чешма, Дъбравата, Дилбер чешма, Баба Алино, Перчемлията, Аладжа манастир, Черноморска панорама и Панорама.
Дворецът на културата и спорта е сред забележителностите на района със своята зала за 5000 посетители, където традиционно играе международните си срещи националният отбор по волейбол на България. В „Приморски“ се намират още Природен парк „Златни пясъци“, който е обявен за защитена територия и е най-големият горски масив по Черноморието, Гранд Хотел „Варна“, Международният дом на учените „Фредерик Жолио Кюри“, Международният дом на журналистите и средновековният скален Аладжа манастир от XII–XIV в.
Обща слабост в инфраструктурата на региона е липсата на скоростни магистрали, както и достатъчен брой подлези и надлези, което допълнително натоварва интензивния трафик. Презастрояването, особено в крайбрежната зона, е очевидно и води до все по-засилващи се ерозионни и свлачищни процеси. Поради неовладяната корупция в местната общинска администрация, над 150 декара от Морската градина на Варна са разпродадени за бизнес сгради.

## Галерия
- Курорти и забележителности в Приморски район
- Морската градина
- Дворецът в Евксиноград
- Курорт „Св. Св. Константин и Елена“
- Курорт „Чайка“
- Курорт „Златни пясъци“
- Аладжа манастир